# Calzadilla de Tera (kommunhuvudort)
Calzadilla de Tera är en kommunhuvudort i Spanien.   Den ligger i provinsen Provincia de Zamora och regionen Kastilien och Leon, i den nordvästra delen av landet, 260 km nordväst om huvudstaden Madrid. Calzadilla de Tera ligger 757 meter över havet och antalet invånare är 459.
Terrängen runt Calzadilla de Tera är huvudsakligen platt, men åt sydväst är den kuperad. Runt Calzadilla de Tera är det glesbefolkat, med 11 invånare per kvadratkilometer. Närmaste större samhälle är Santibáñez de Vidriales, 11,9 km nordost om Calzadilla de Tera. 